# Israel Hands
Israel Hands (16?? — 1726?) was een Engelse piraat.
Hands was compagnon en rechterhand van de bekende piraat Zwartbaard. Zij zouden samen vertrokken zijn uit de haven van Bristol, om hun geluk te zoeken in de Nieuwe Wereld.
Onder het gezag van Benjamin Hornigold plunderden ze vrachtschepen. Vanwege de verwachte nederlaag tegen kapitein Maynard schoot Edward Teach (Zwartbaard) Hands in zijn knie in de piratenkroeg onder het toeziend oog van Mr. Gibbens, het hem hiermee belettend aan de kamikaze-missie deel te nemen. Dit was een duidelijk teken van de innige vriendschap tussen Hands en Zwartbaard. 
Na drie maanden van plunderen in het jaar 1718 kreeg Israel het schip de Adventure toegewezen, en werd daar kapitein van.
Hands was ook bij de moord op Zwartbaard in North Carolina aanwezig, en werd opgepakt door de generaliteit en berecht in Virginia waar hij een aantal jaren doorbracht in de cel. Na zijn vrijlating zou hij weer teruggekeerd zijn naar Engeland (waarschijnlijk Londen) en daar als bedelaar gestorven zijn.

## Boek en film
Robert Louis Stevenson gebruikt zijn personage in het boek Schateiland als handlanger van Long John Silver. Hands zou als enige bestaand hebbende persoon (piraat) gebruikt worden in het boek. Hij draaft ook een aantal keer op in de diverse verfilmingen van het boek.
Het personage Smee uit Peter Pan van J.M. Barrie zou gedeeltelijk op Hands gebaseerd zijn. In de miniserie Blackbeard uit 2006 speelt Israel Hands een sleutelrol.